# Ibis à face blanche
Plegadis chihi
Espèce
Statut de conservation UICN

 LC  : Préoccupation mineure
L'Ibis à face blanche (Plegadis chihi) est une espèce d'oiseaux aquatiques, qualifié d'échassier, appartenant à la famille des Threskiornithidae.
Cette espèce se reproduit en colonies dans les zones de marais, nichant habituellement dans des buissons ou des arbres bas. Son aire de nidification s'étend du sud-ouest des États-Unis au Mexique, ainsi qu'au sud-est du Brésil et de la Bolivie ainsi qu'au centre et au sud de l'Argentine et le long de la côte au centre du Chili. Son aire d'hivernage s'étend du sud de la Californie et de la Louisiane pour inclure le reste de son aire de nidification.
Adulte, il est très semblable à l'ibis falcinelle dans son plumage de non reproduction, mais la couleur de son plumage est un peu plus chaude et les adultes en période de reproduction ont un visage rose bordé de blanc, un bec gris et les pattes rouges. Les adultes ont les yeux rouges pendant toute l'année, alors que l'ibis falcinelle a les yeux foncés. Les juvéniles des deux espèces sont presque identiques.
Cette espèce niche en colonies avec des hérons et des aigrettes.

## Synonymes
- Plegadis falcinellus chihi
- Plegadis falcinellus mexicana